# Ruth Rowland Nichols
Ruth Rowland Nichols (23. února 1901 New York, Spojené státy americké – 25. září 1960 New York, Spojené státy americké) byla americká průkopnice letectví. Na přelomu 20. a 30. let 20. století patřila mezi nejznámější americké letkyně. Ustavila 35 ženských leteckých rekordů. Roku 1931 jako první žena současně držela světové rekordy v rychlosti, vzdálenosti a výšce.

## Život

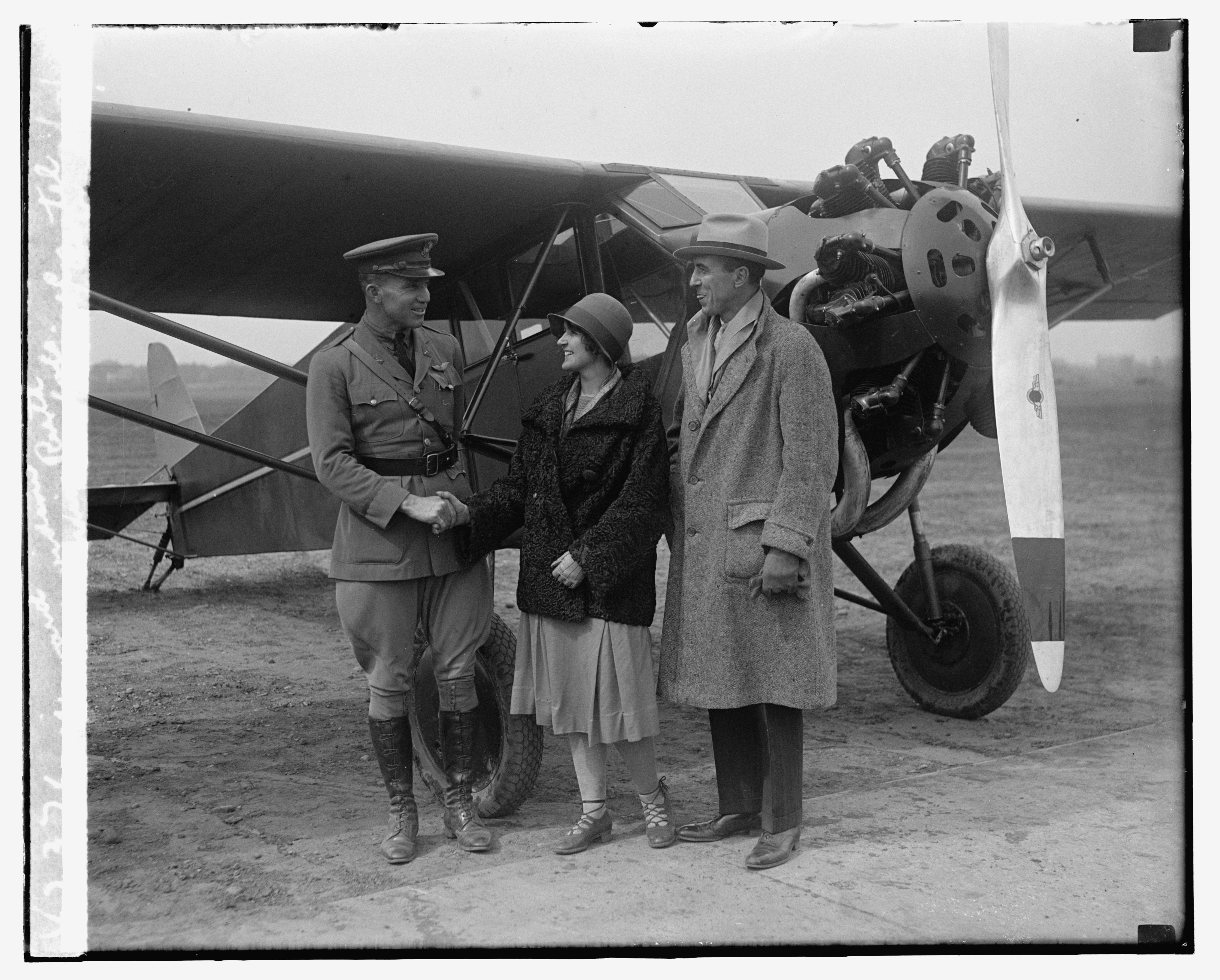
Howard P. Davidson, Ruth Rowland Nichols a R. C. Oertel před letounem Fairchild FC-2

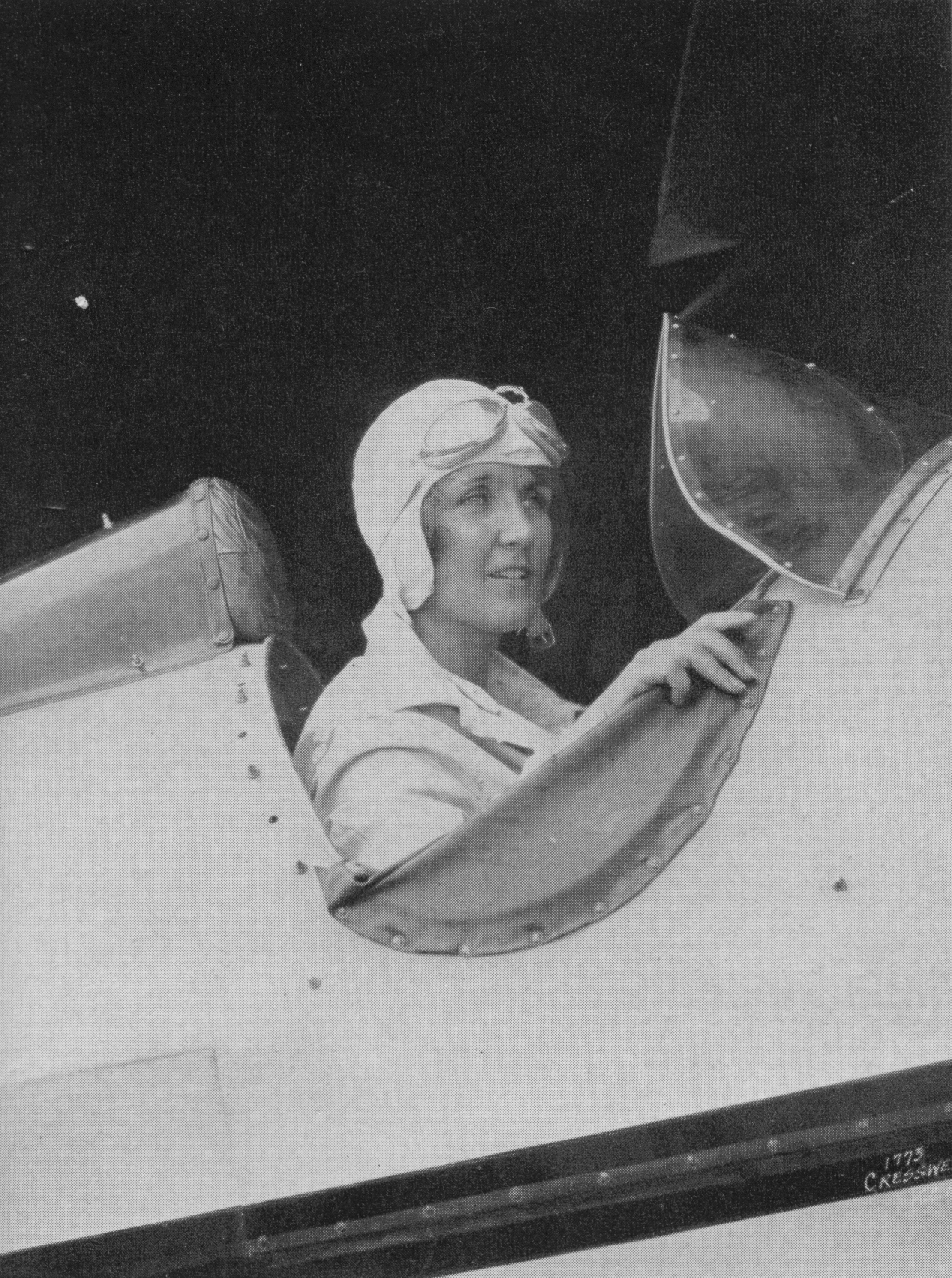
Ruth Rowland Nichols

Narodila se roku 1901 v New Yorku. Jejími rodiči byli Erickson Norman Nichols (obchodník z New York Stock Exchange) a Edith Corlis Haines. Pocházela z dobře situované rodiny. Zájem o letectví v ní nechtěně probudil otec, který ji při promoci v roce 1919 daroval let s Edwardem Stinsonem, pozdějším zakladatelem Stinson Aircraft Company. Ještě během studii medicíny na Wellesley College začala tajně chodit na lekce létání. Roku 1924 dokončila školu i získala pilotní licenci. Zároveň jako první Američanka získala kvalifikaci pro létání s hydroplány. Roku 1928 získala licenci dopravní pilotky.
V lednu 1928 společně se svým leteckým instruktorem Harry Rogersem podnikla první nonstop dálkový let z New Yorku do Miami na letounu Fairchild FC-2. Ruth Rowland Nichols se letu účastnila jako kopilotka. Poprvé tím vyvolala velký zájem médií, která ji vzhledem k jejímu původu dala přezdívku „Flying Debutante“. Tato přezdívka se jí velmi nelíbila. Sherman Fairchild následně Ruth zaměstnal jako obchodní zástupkyni leteckého výrobce Fairchild. Ruth Rowland Nichols spoluzaložila Long Island Aviation Country Club a časopis Sportsman Pilot.
Roku 1929 se stala spoluzakladatelkou organizace The Ninety-Nines: International Organization of Women Pilots. Ve stejném roce se účastnila prvních čistě ženských leteckých závodů Women’s Air Derby. Účastnice letěly na trase ze Santa Monica v Kalifornii to Clevelandu. Nichols v závodu havarovala. Vítězkou se stala Louise Thaden. V roce 1929 se také stala první ženou, která přistála ve všech 48 amerických státech.
V prosinci 1930 překonala rekord Charlese Lindbergha s časem 13 hodin a 21 minut. Lindbergh trasu ze St. Louis na Long Island zvládl za 21 hodin a 20 minut.
Dne 6. března 1931 dosáhla výškového rekordu Mezinárodní letecké federace s letounem Lockheed Model 5 Vega Special (imatrikulace NR496M, sériové číslo 619) pojmenovaným The New Cincinnati. Vlastníkem letounu byl Powell Crosley Jr., zakladatel společnosti Crosley Radio Corporation se sídlem v Cincinnati. Nad letištěm Jersey City Airport vystoupala do výšky 8761 metrů. S letounem Vega rovněž dosáhla rekordu v rychlosti na trase New York–Los Angeles.
Dne 13. dubna 1931 v Carltonu ve státě Minnesota dosáhla s letounem Lockheed Model 5 Vega Special (NR496M) rychlostního rekordu FAI (338,99 km/h) na tříkilometrové trati.
Pokusila se rovněž získat ženský primát v přeletu Atlantiku, avšak 22. června 1931 s letounem Lockheed Model 5 Vega Special (NR496M) havarovala v Saint John v Novém Brunšviku. Při nehodě utrpěla zranění páteře. První ženou, která přeletěla Atlantik, se tak roku 1932 stala Amelia Earhartová.
Dne 31. října 1931 Ruth Rowland Nichols odstartovala z Oaklandu s cílem provést transkontinentální přelet do New Yorku. Pilotovala opravený Lockheed Model 5 Vega Special (NR496M), se kterým o několik měsíců dříve havarovala v Kanadě. Stroj měl bílé zbarvení se zlatými křídly. Na přídi trupu měl pojmenování „Akita“ a zlatým písmem vyvedený seznam rekordů dosažených Ruth Rowland Nicholsovou. Přestože nakonec New Yorku nedosáhla, ale přistála po 3182,65 kilometrech na letišti Bowling Field v Louisville v Kentucky, ustavila rekord Mezinárodní letecké federace ve vzdálenosti v přímém směru bez přistání (překonala rekord Maryse Bastié z června 1931). Když druhý den chtěla pokračovat v letu, její stroj poškodil požár.
Dne 14. února 1932 Ruth Rowland Nichols dosáhla s letounem Lockheed Vega vybaveným vznětovým motorem Packard DR-980 výšky 6074 metrů.
V listopadu 1932 chtěla podniknout nonstop transkontinentální přelet z New Yorku do Burbanku v Kalifornii s cílem překonat rekord Amelie Earhartové na této trase a zároveň podpořit kampaň za znovuzvolení prezidenta Herberta Hoovera. Pokus se neuskutečnil, neboť 3. listopadu 1932 havarovala s letounem Lockheed Model 5 Vega Special (NR496M) při startu z letiště Floyd Bennett Airport v Brooklynu. Letoun sjel z betonové ranveje, jeho levé kolo se zabořilo do měkké trávy a levé křídlo přitom narazilo do země.
V prosinci 1932 se stala první ženskou komerční pilotkou, když uskutečnila osobní let pro společnost New England Airways.
Dne 21. října 1935 utrpěla vážná zranění při letecké nehodě v Troy ve státě New York. Byla druhá pilotka dopravního letounu Chamberlin Flying Service Curtiss Condor 18 (NC725K), který odstartoval s dvěma páry, které měly být oddány během letu nad New Yorkem. Po selhání motoru se však zřítil v blízkosti letiště a začal hořet. Při nehodě zahynul pilot Harry Hublitz. Ostatní byly vážně zraněni.
Roku 1940 založila humanitární leteckou organizaci Relief Wings. Ta se za druhé světové válka podílela na fungování organizace Civil Air Patrol (CAP), ustavené jako civilní letecké složky podporující válečné úsilí (formou leteckých patrol, výcviku pilotů, misí SAR apod.). Za války Ruth Rowland Nichols rovněž působila v CAP.
Po válce se hodně věnovala charitě. Pomáhala UNICEF a později se stala ředitelkou ženských aktivit organizace Save the Children.
V roce 1957 o svém životě vydala autobiografii Wings for Life.
Roku 1958 ustavila ženský výškový rekord, když jako kopilotka v letounu TF-102A Delta Dagger dosáhla výšky 15 544 metrů (51 000 stop) a rychlosti 1609 km/h (1000 mil v hodině).
V pozdějších letech trpěla těžkými depresemi. Dne 25. září 1960 zemřela ve svém domě v New Yorku na předávkování barbituráty. Pohřbena byla na hřbitově Woodlawn Cemetery v Bronxu.
Roku 1992 byla uvedena do Národní letecké síně slávy umístěné v Národním muzeu letectva Spojených států na Wright-Pattersonově letecké základně v Daytonu, ve státě Ohio.